# Lichtegg (Gemeinde Hüttenberg)
Lichtegg ist eine Ortschaft in der Gemeinde Hüttenberg im Bezirk Sankt Veit an der Glan in Kärnten. Die Ortschaft hat 25 Einwohner (Stand 1. Jänner 2024).

## Lage
Die Ortschaft liegt im Nordosten des Bezirks Sankt Veit an der Glan, mitten in der Gemeinde Hüttenberg, auf dem Gebiet der Katastralgemeinde Knappenberg, etwa einen Kilometer südwestlich von Knappenberg. Zum Ort gehören die Lichteggerhube (Nr. 1) sowie einige Einfamilienhäuser.

## Geschichte
Seit Gründung der Gemeinden 1850 gehört Lichtegg zur Gemeinde Hüttenberg.

## Bevölkerungsentwicklung
Für die Ortschaft ermittelte man folgende Einwohnerzahlen:
- 1880: 3 Häuser, 22 Einwohner[2]
- 1890: 2 Häuser, 17 Einwohner[3]
- 1900: 2 Häuser, 16 Einwohner[4]
- 1910: 2 Häuser, 16 Einwohner[5]
- 1923: 2 Häuser, 13 Einwohner[6]
- 1934: 20 Einwohner[7]
- 1961: 3 Häuser, 19 Einwohner[8]
- 2001: 7 Gebäude (davon 7 mit Hauptwohnsitz) mit 11 Wohnungen; 25 Einwohner und 0 Nebenwohnsitzfälle; 8 Haushalte; 0 Arbeitsstätten, 0 land- und forstwirtschaftliche Betriebe[9]
- 2011: 7 Gebäude, 26 Einwohner, 9 Haushalte, 0 Arbeitsstätten[10]
- 2021: 7 Gebäude, 23 Einwohner, 9 Haushalte, 0 Arbeitsstätten[11]